# آلفا-پروپیولاکتون
آلفا-پروپیولاکتون (به انگلیسی: Alpha-Propiolactone) با فرمول شیمیایی C۳H۴O۲ یک ترکیب شیمیایی با شناسه پاب‌کم ۱۵۸۵۷۷۵۳ است. که جرم مولی آن ۷۲٫۰۶ g/mol می‌باشد.